# دي هافيلاند كندا دي إتش سي-1 تشيبمونك

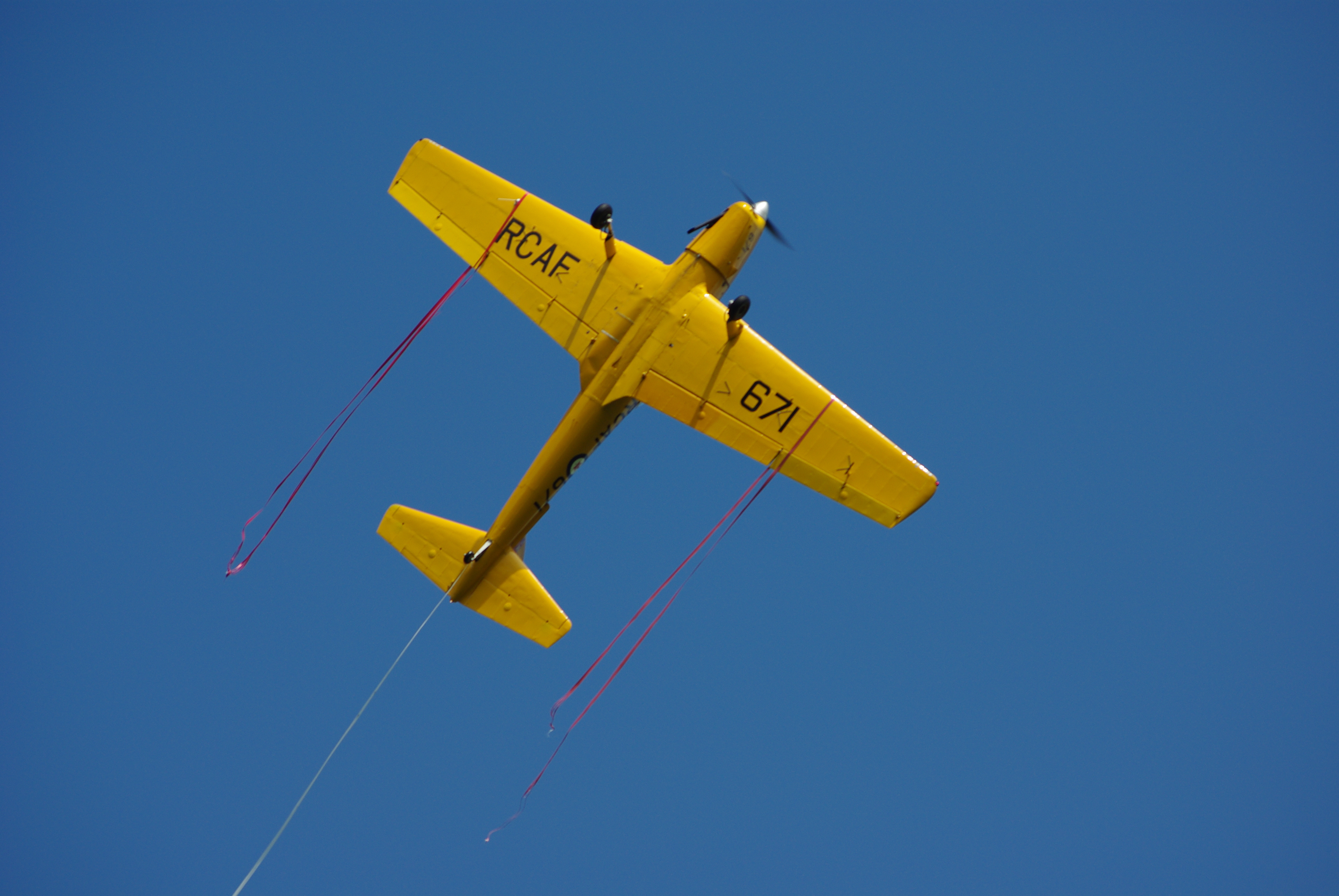
Chipmunk with ribbons at Old Warden 2008

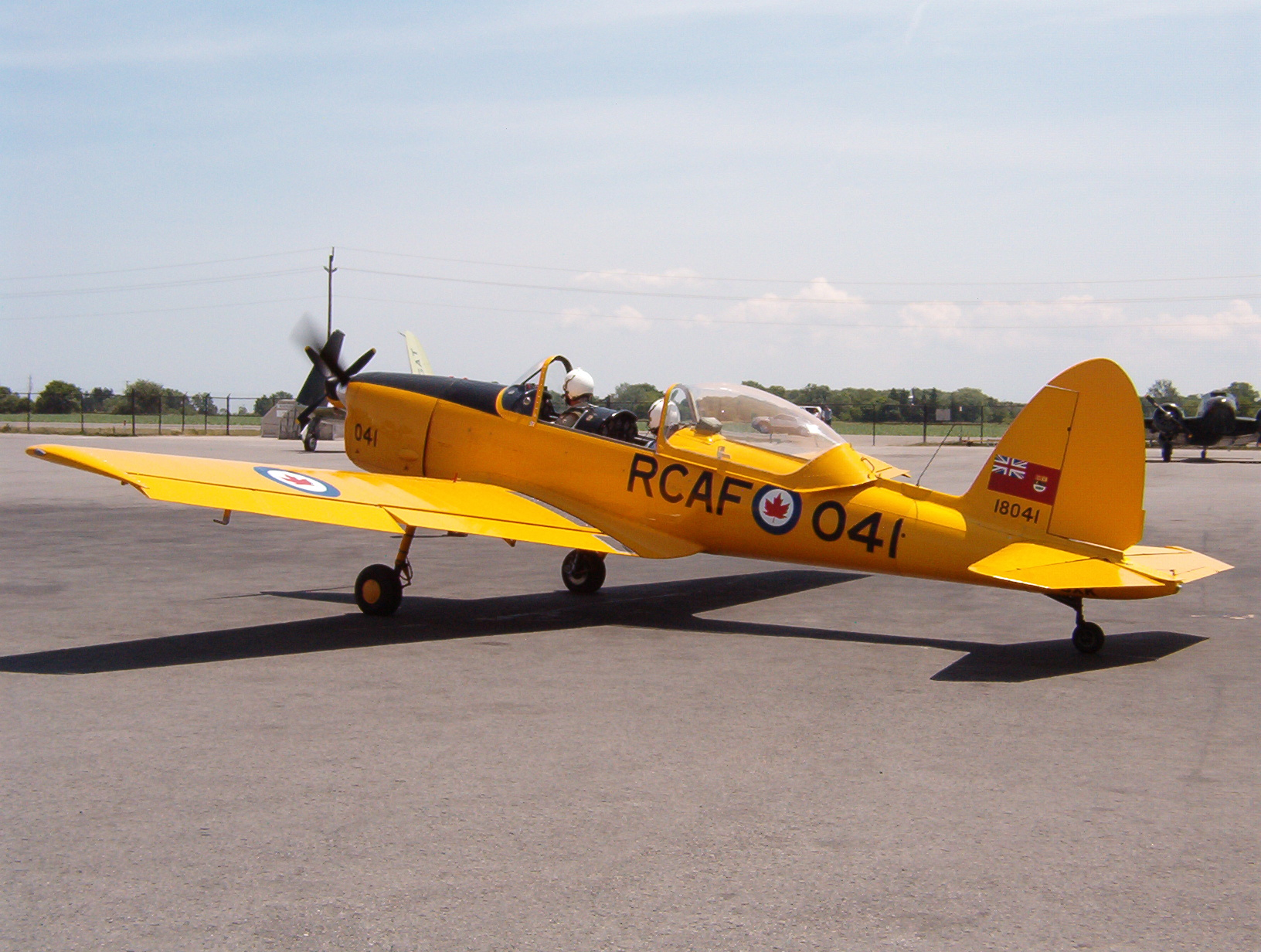
RCAF DHC-1B-2-S5 Chipmunk with the Canadian-style bubble canopy at an air show

دي هافيلاند كندا دي إتش سي-1 تشيبمونك «السنجاب» (de Havilland Canada DHC-1 Chipmunk) هي طائرة تدريب ابتدائي بمقعدين متوازيين، وذات محرك واحد، من تصميم وتطوير شركة صناعة الطائرات الكندية دي هافيلاند كندا. تم تطويرها بعد فترة وجيزة من الحرب العالمية الثانية وبيعت بأعداد كبيرة خلال سنوات ما بعد الحرب مباشرة، حيث تم استخدامها عادةً كبديل لطائرة دي هافيلاند تايغر موث ثنائية السطح.
تشيبمونك كانت أول مشروع طيران بعد الحرب أجرته شركة دي هافيلاند كندا. قامت بأول رحلة لها في 22 مايو 1946 وتم تقديمها للخدمة التشغيلية في نفس العام. خلال أواخر الأربعينيات والخمسينيات من القرن الماضي، تم شراء تشيبمونك بأعداد كبيرة من قبل الخدمات الجوية العسكرية مثل سلاح الجو الملكي الكندي (RCAF) وسلاح الجو الملكي(RAF) والعديد من القوات الجوية للدول الأخرى، حيث تم استخدامها في كثير من الأحيان كطائرات تدريب أساسي. النوع الذي تم إنتاجه بموجب ترخيص من شركة دي هافيلاند في المملكة المتحدة، والذي سينتج الغالبية العظمى من تشيبمونك، وكذلك بواسطة OGMA (Oficinas Gerais de Material Aeronáutico) في البرتغال.

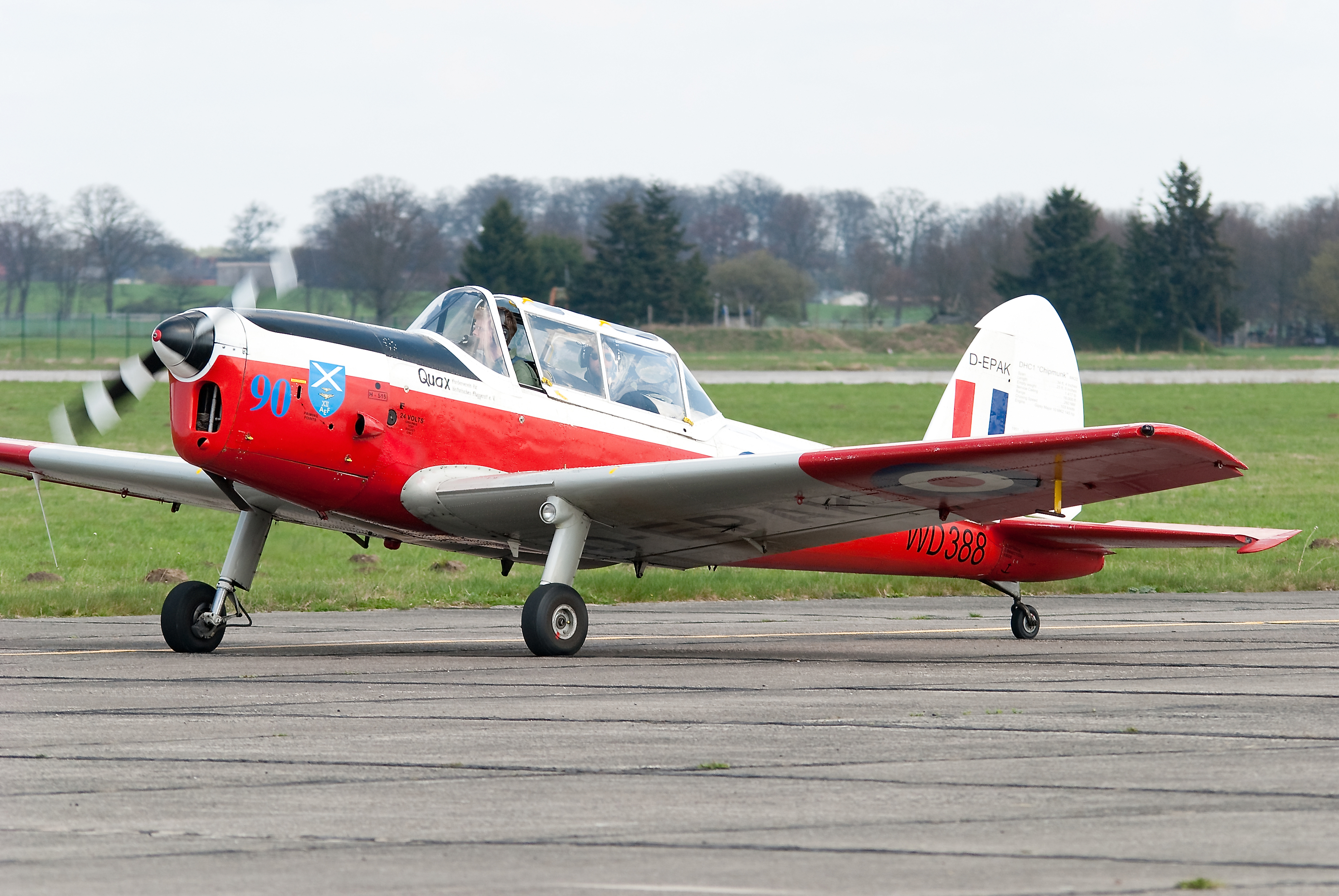
A DHC-1 Chipmunk

تم بيع العديد من تشيبمونك التي كانت تستخدم عسكريًا للمدنيين، إما لأصحاب خاصين أو لشركات، حيث تم استخدامها عادةً لمجموعة متنوعة من الأغراض، غالبًا ما تتضمن خصائص الطيران الممتازة لهذا النوع وقدرته على المناورات البهلوانية. بعد أكثر من 70 عامًا من دخول النوع لأول مرة إلى الخدمة، لا تزال مئات من تشيبمونك صالحة للطيران وتعمل في جميع أنحاء العالم. وسلاح الجو البرتغالي لا تزال تعمل ستة السنجاب، الذي عمل مع Esquadra 802، اعتبارا من عام 2018.
سميت الطائرة باسم السنجاب، وهو قارض صغير.

## المشغلون

### المشغلون المدنيون
اليوم، لا يزال تشيبمونك يتمتع بشعبية لدى نوادي الطيران المتخصصة ويتم تشغيله أيضًا من قبل أفراد في العديد من البلدان حول العالم.

### المشغلون العسكريون
بلجيكا
- القوات الجوية البلجيكية In 1948, the Belgian Air Force acquired two DHC-1s for evaluation as a possible replacement for their de Havilland Tiger Moth trainers. In the end, they chose the Stampe-Vertongen SV.4 instead and the two Chipmunks were sold off to the civilian market in 1955.[6][7] (متقاعد)

 ميانمار
- Burma Air Force (متقاعد)

 كندا
- سلاح الجو الملكي الكندي (متقاعد)

 سريلانكا
- Royal Ceylon Air Force (متقاعد)

 الدنمارك
- القوات الجوية الملكية الدنماركية (متقاعد)

 مصر
- القوات الجوية المصرية (متقاعد)

 غانا
- القوات الجوية الغانية (متقاعد)

 أيرلندا
- Irish Air Corps (متقاعد)

 العراق
- القوة الجوية العراقية (متقاعد)

 إسرائيل
- القوات الجوية الإسرائيلية – One aircraft only. (متقاعد)

 الأردن
- سلاح الجو الملكي الأردني (متقاعد)

 كينيا
- Kenya Air Force (متقاعد)

 لبنان
- القوات الجوية اللبنانية (متقاعد)

 ماليزيا
- القوات الجوية الملكية الماليزية (متقاعد)

 البرتغال
- سلاح الجو البرتغالي (six in use)
  - Squadron 802, Águias (Sintra)
  - Air Force Academy (Academia de Força Aérea, Sintra)

 السعودية
- القوات الجوية الملكية السعودية (متقاعد)

 إسبانيا
- القوات الجوية الإسبانية – One aircraft only. (متقاعد)

 سوريا
- القوات الجوية العربية السورية (متقاعد)

 Southern Rhodesia
- Rhodesian Air Training Group 4 Flying Training School. One aircraft WG354 preserved by South African Airforce Museum. (متقاعد)

 تايلاند
- سلاح الجو الملكي التايلاندي، developed as RTAF-4. (متقاعد)

 المملكة المتحدة

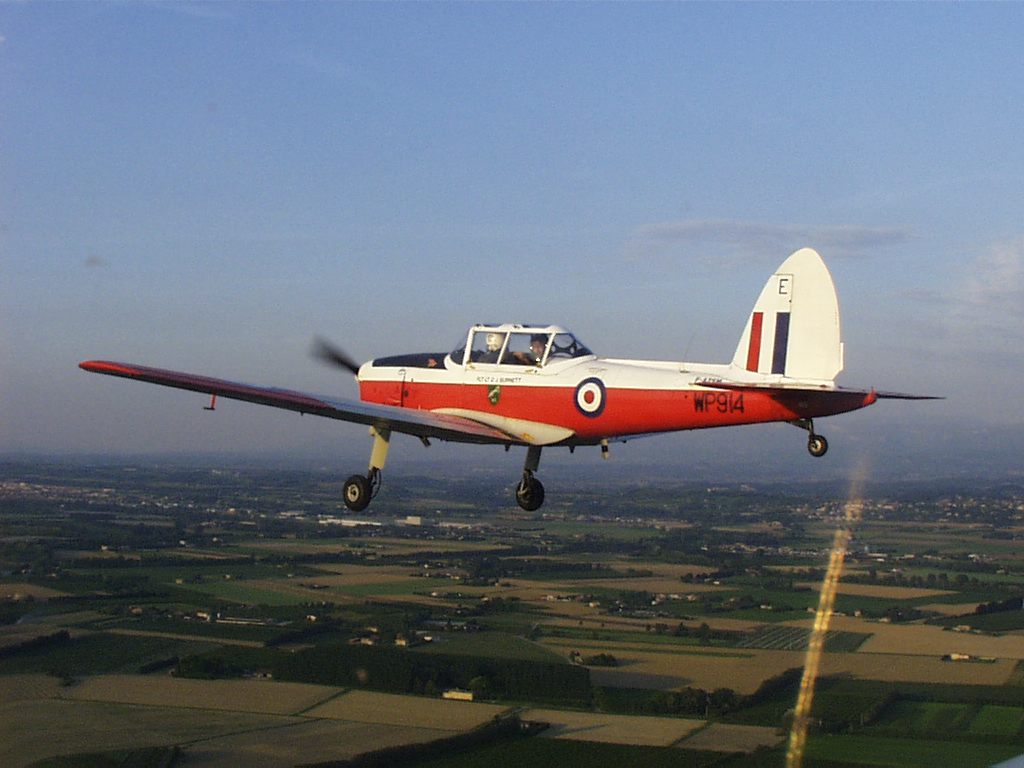
Privately owned DHC-1 Chipmunk F-AZSM

- الجيش البريطاني – Army Air Corps (متقاعد)
  - Basic Fixed Wing Flight
  - Army Air Corps Historic Aircraft Flight
- سلاح الجو الملكي (متقاعد، in use with Battle of Britain Memorial Flight)
  - RAFVR RFS
  - No.8 Sqn
  - No.31 Sqn
  - No.114 Sqn
  - No.275 Sqn
  - No.613 Sqn [8]
  - No.663 Sqn [9]
  - RAF Gatow (Berlin) Station Flight
  - University Air Squadrons
  - Air Experience Flights (Air Training Corps)
  - Battle of Britain Memorial Flight
- البحرية الملكية البريطانية – Fleet Air Arm (متقاعد، in use with Royal Navy Historic Flight)
  - 771 NAS
  - 781 NAS
  - 727 NAS الكلية البحرية الملكية لبريطانيا  [لغات أخرى]‏ Flight
  - Royal Navy Historic Flight

 الأوروغواي
- Uruguayan Air Force (متقاعد)

 زامبيا
- القوات الجوية الزامبية (متقاعد)

## مواصفات (DHC-1 Chipmunk)

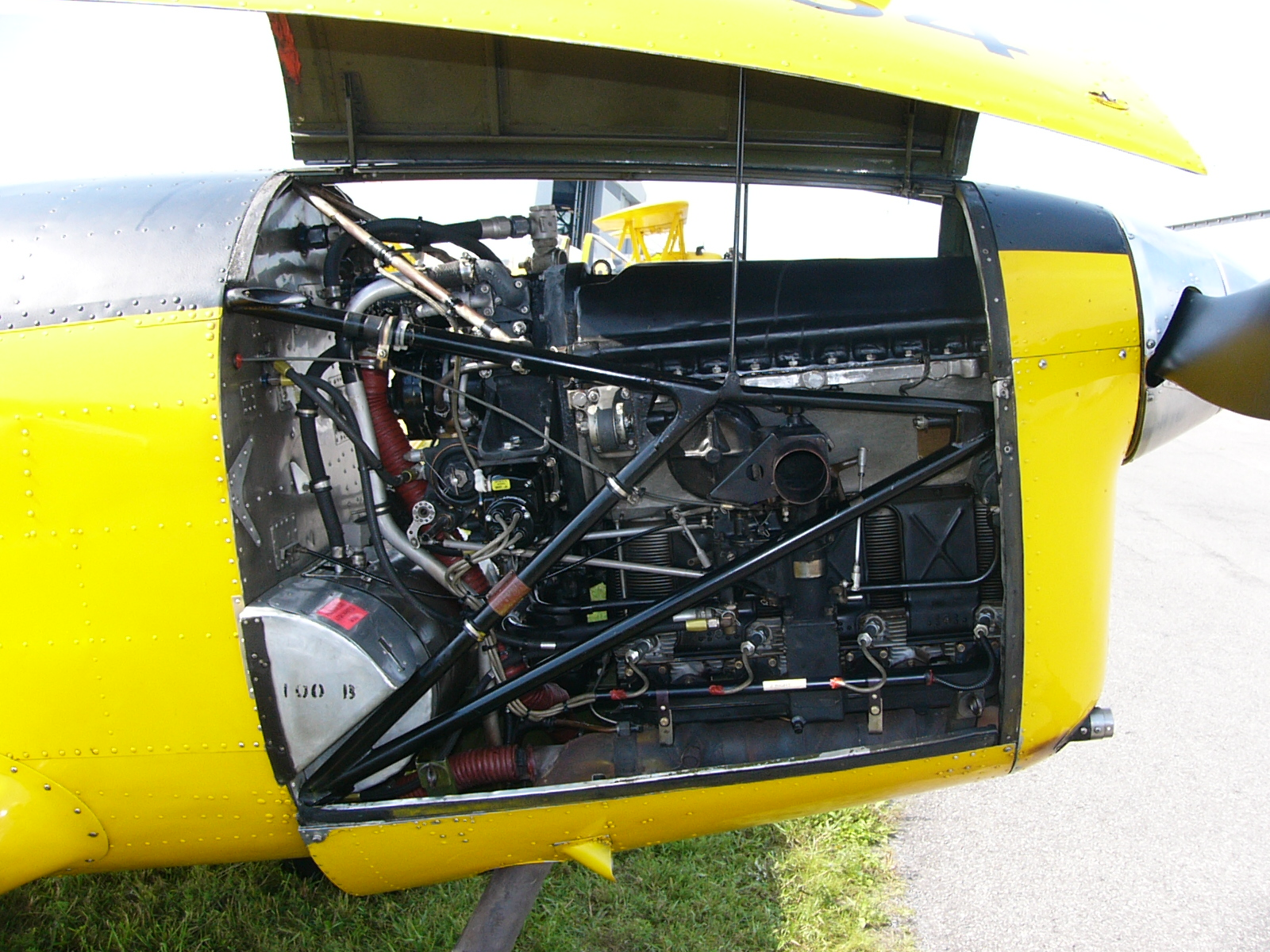
de Havilland DHC-1B-2-S5 Chipmunk Gipsy Major 10 engine installation

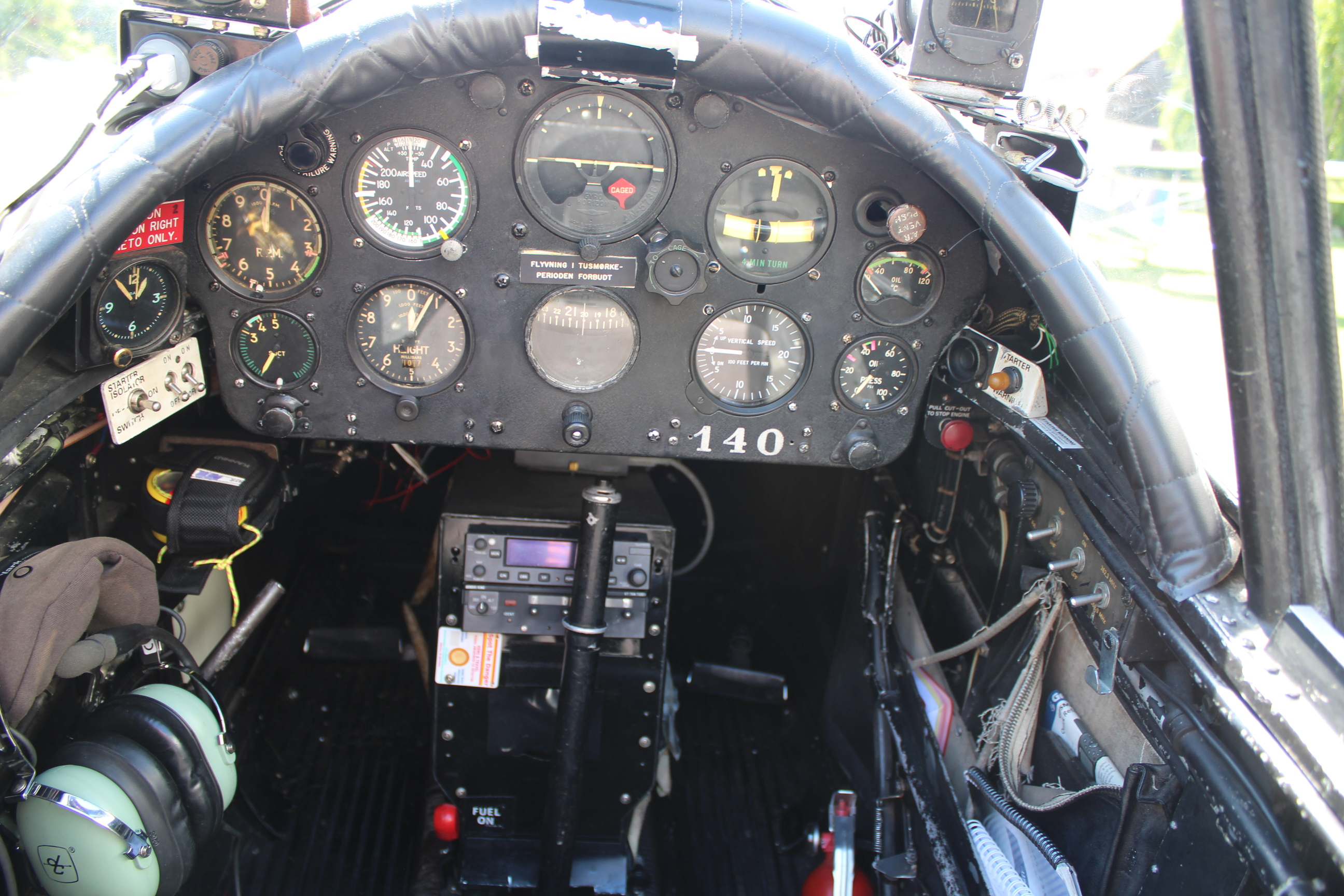
Front cockpit of a Chipmunk

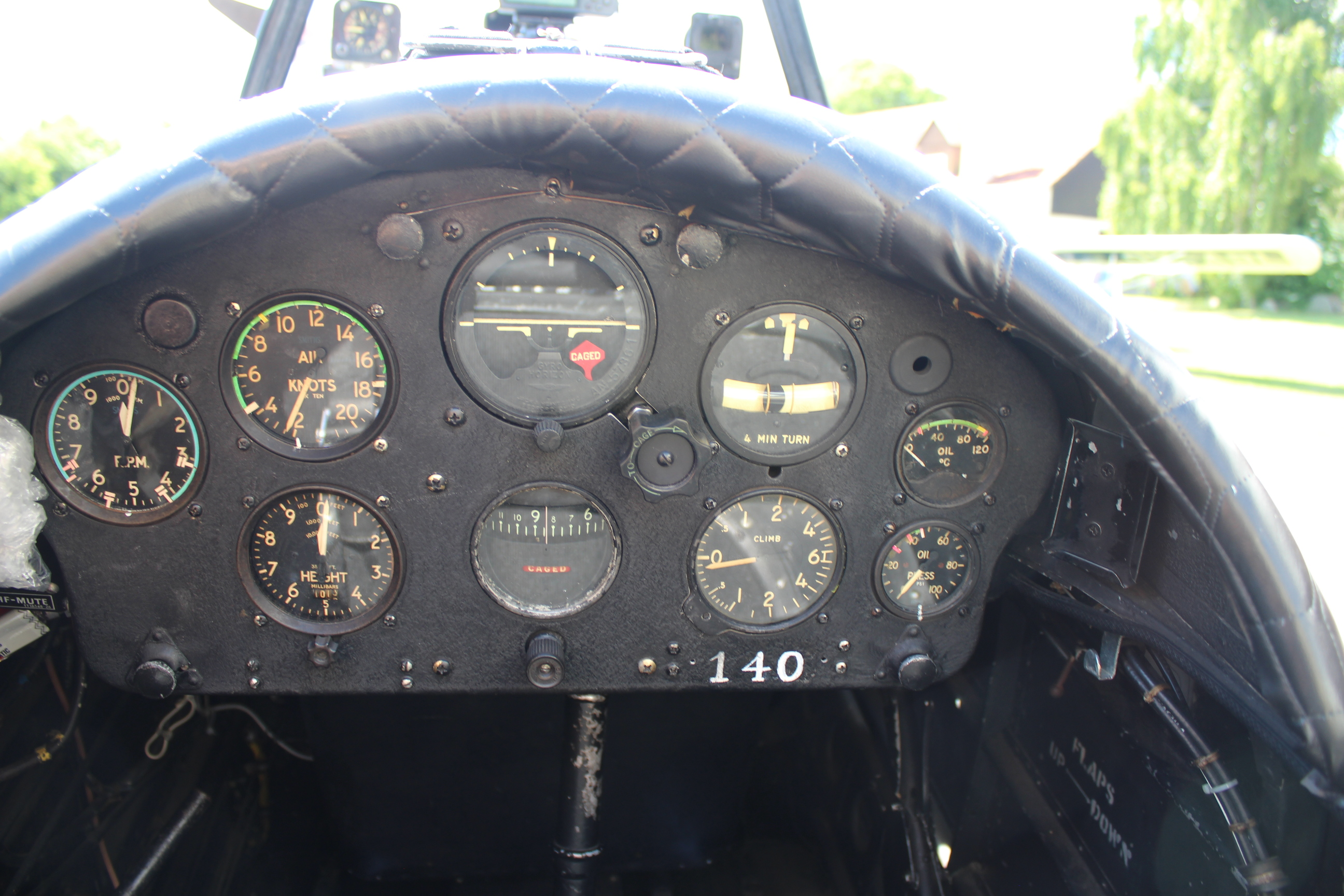
Rear cockpit of a Chipmunk

البيانات من The de Havilland Canada Story BAE Systems
الخصائص العامة
- طاقم: 2
- طول: 25 قدم 5 بوصة (7.75 م)
- باع الجناح: 34 قدم 4 بوصة (10.46 م)
- ارتفاع: 7 قدم 1 بوصة (2.16 م)
- مساحة الجناح: 172 قدم2 (16.0 م2)
- جناح حامل: root: جناح NACA الحامل; tip: USA 35B[11]
- الوزن فارغة: 1,517 رطل (688 كـغ)
- الوزن الإجمالي: 2,014 رطل (914 كـغ)
- وزن الإقلاع الأقصى: 2,200 رطل (998 كـغ)
- محركات: 1 × de Havilland Gipsy Major 1C 4-cylinder air-cooled inverted in-line piston engine, 145 حصان (108 كـو)
- مراوح: 2-ريشة fixed-pitch propeller

أداء
- السرعة القصوى: 138 ميل/س (222 كم/س؛ 120 عقدة) على مستوى سطح البحر
- سرعة العبور: 103 ميل/س (90 عقدة؛ 166 كم/س)
- مدى: 259 ميل (225 nmi؛ 417 كـم)
- سقف الخدمة: 15,800 قدم (4,816 م)
- معدل الصعود: 900 قدم/د (4.6 م/ث)
- الحمل على الجناح: 11.71 رطل/قدم2 (57.2 كـغ/م2)

### اقتباسات
1. ↑  "Designation-Systems.Net".
2. 1 2 3  "De Havilland Canada DHC-1 Chipmunk." بي إيه إي سيستمز, Retrieved: 22 April 2017. نسخة محفوظة 18 مايو 2017 على موقع واي باك مشين.
3. 1 2  مذكور في: Jane's World Aircraft Recognition Handbook, Fourth Edition. الصفحة: 426. الناشر: خدمات جاينز المعلوماتية. لغة العمل أو لغة الاسم: الإنجليزية. تاريخ النشر: 1989. المُؤَلِّف: ديريك وود.
4. ↑  Degraef، Stefan؛ Borremans، Edwin (ديسمبر 2018). "Forever Young". Air Forces Monthly. Key Publishing Ltd. ص. 40–43.
5. ↑  Chipmunks, National Geographic, retrieved 26 December 2018 نسخة محفوظة 10 مايو 2020 على موقع واي باك مشين.
6. ↑  "De Havilland Canada DHC.1A Chipmunk". Belgian Wings. مؤرشف من الأصل في 2016-04-04. اطلع عليه بتاريخ 2018-11-20.
7. ↑  "De Havilland Canada DHC.1A Chipmunk". Belgian Military Aircraft Database. مؤرشف من الأصل في 2018-11-20. اطلع عليه بتاريخ 2018-11-20.
8. ↑  Halley 2003, p. 21.
9. ↑  Halley 2003, p. 76.
10. ↑  Hotson 1983, p. 237.
11. ↑  Lednicer، David. "The Incomplete Guide to Airfoil Usage". m-selig.ae.illinois.edu. مؤرشف من الأصل في 2020-07-24. اطلع عليه بتاريخ 2019-04-16.

### فهرس
- Bain, Gordon. de Havilland: A Pictorial Tribute. London: AirLife, 1992. (ردمك 1-85648-243-X).
- Eyre, David. "Sasin/Aerostructures SA29 Spraymaster." The Illustrated Encyclopedia of Aircraft in Australia and New Zealand. Hornsby NSW: Sunshine Books, 1983. (ردمك 0-86777-272-7).
- Fisher, Bill. Chipmunk: The First Forty Years. Berkhamsted, Hertfordshire, UK: de Havilland Type Design Organisation, 1986.
- Fisher, Bill. Chipmunk: The First Fifty Years. Berkhamsted, Hertfordshire, UK: de Havilland Type Design Organisation, 1996.
- Fredriksen, John C. International Warbirds: An Illustrated Guide to World Military Aircraft, 1914–2000. ABC-CLIO, 2001. (ردمك 1-57607-364-5).
- Halley, J.J. Royal Air Force Aircraft WA100 to WZ999. Tonbridge, Kent, UK: Air-Britain (Historians) Ltd., 2003. (ردمك 0-85130-321-8).
- Hotson, Fred. The de Havilland Canada Story. Toronto: CANAV Books, 1983. (ردمك 0-9690703-2-2).
- The Illustrated Encyclopedia of Aircraft (Part Work 1982–1985). London: Orbis Publishing.
- Jackson, A.J. British Civil Aircraft since 1919 Volume 2. London: Putnam, 1974. (ردمك 0-370-10010-7).
- Jackson, A.J. De Havilland Aircraft since 1909. London, Putnam. Third edition, 1987. (ردمك 0-85177-802-X).
- Niccoli, dott Riccardo. "Atlantic Sentinels: The Portuguese Air Force since 1912". Air Enthusiast, No. 73, January/February 1998. pp. 20–35. Stanford, UK: Key Publishing. ISSN 0143-5450.
- Shields, Hugh et al. The de Havilland Canada DHC-1 Chipmunk: The Poor Man's Spitfire. St. Thomas, Ontario: SBGB Publishing, 2009. (ردمك 978-0-9812544-0-1).

## روابط خارجية
- RAF Museum
- National Air Force Museum of Canada نسخة محفوظة 1 سبتمبر 2015 على موقع واي باك مشين.
- "The D.H. Chipmunk" a 1947 Flight article
- "The Turbine Chipmunk" a 1967 Flight article on the Rover TP.90 experiments
- "In Vogue Again: The de Havilland Chipmunk" a 1974 Flight article
- Article on the RAF BBMF (Battle of Britain Memorial Flight)